# Letecká základna Mountain Home
Letecká základna Mountain Home (anglicky Mountain Home Air Force Base; kód IATA je MUO, kód ICAO KMUO, kód FAA LID MUO) je vojenská letecká základna letectva Spojených států amerických, nacházející se ve státě Idaho, dvacet kilometrů jihozápadně od města Mountain Home, šedesát pět kilometrů jihovýchodně od města Boise. Od roku 1972 je domovskou základnou pro 366. stíhací křídlo (366th Fighter Wing; 366 FW) s přezdívkou „Gunfighters“ (česky Pistolníci) spadající pod kontrolu Velitelství vzdušného boje (Air Combat Command). Hlavním úkolem základny je poskytovat vzdušnou bojovou podporu a v případně potřeby vybojovat vzdušnou nadvládu v návaznosti na probíhající boje v zahraničí. 366. stíhací křídlo je vybaveno víceúčelovýmí stíhacími letouny McDonnell Douglas F-15E Strike Eagle.